# Cibubuan
Cibubuan is een bestuurslaag in het regentschap Sumedang van de provincie West-Java, Indonesië. Cibubuan telt 2050 inwoners (volkstelling 2010).